# Синявица
Синявицата (Coracias garrulus) е средно голяма, красиво оцветена в синьо птица от разред Синявицоподобни (Coraciiformes).

## Общи сведения
Дължината на тялото ѝ е около 32 cm, размаха на крилете – 55–75 cm, тежи 140–200 гр. По външен вид и размери напомня Чавката. Човката ѝ е силна и плътна, леко сплесната странично, подобна на птиците от семейство Вранови, в основата ѝ се забелязват твърди и стърчащи косъмчета. Крилете са добре развити и силни, първостепенните махови пера са 11 на брой. Опашката ѝ е средно дълга и широка, завършваща равно, с 12 пера. Краката също, подобно на семейство Вранови са добре развити и силни. Имат полов диморфизъм - мъжката е оцветена в ярко светло синьо по главата, гърдите, опашката, гушата и крилете, кафяво по гърба и много тъмно синьо в краищата на крилете. Женската е много по-бледа. Младите птици приличат по цвят на женската. Гласът ѝ е грачене, подобно на Врана.

## Разпространение
Среща се в Африка, Азия и Европа, прелетна птица. Северните популации зимуват на юг от Сахара. Обитава покрайнините на сухи гористи райони или открити местности с групички дървета. Като цяло предпочита открити местности. Среща се и в България.

## Начин на живот и хранене
Обикновено живее по двойки. Храната си търси по дърветата и земята. Храни се с дребни безгръбначни, насекоми, червеи, влечуги, земноводни, улавя при възможност дори и дребни птици, и бозайници. Понякога яде и растителна храна.

## Размножаване
Гнезди в дупки по дърветата, речни брегове, стръмни скалисти склонове. Дупката в земята бива изкопавана от самите птици, като нейната дължина е над половин метър с разширение за гнездото накрая. Постилат съвсем малко меки материали или въобще не постилат гнездото. Женската снася 4–6 кръгли, блестящи, бели яйца, с размери 28х35 мм., които и двамата родители мътят в продължение на 17–20 дни. Малките напускат гнездото след около 28 дни, като по това време родителите им ги хранят. Годишно отглеждат едно люпило.

## Допълнителни сведения
В България е защитен вид, включен в Червената книга.

## Галерия
- Синявица в защитена зона Мост на Арда BG0002071, Източни Родопи, България
- Синявица в защитена зона Мост на Арда BG0002071, Източни Родопи, България
- Синявица в защитена зона Мост на Арда BG0002071, Източни Родопи, България